# Solomon John
Solomon John (8 agosto 2001) è un calciatore nigeriano, centrocampista dello Mladá Boleslav.

## Carriera
John è cresciuto nel Beyond Limits ed ha iniziato la sua carriera calcistica nella stagione 2018-2019 con la maglia del Remo Stars. Successivamente si è trasferito in Portogallo al Feirense dove ha trascorso una stagione con la formazione Under-23 per poi passare in prestito al Leça, squadra del Campeonato de Portugal.
Rimasto svincolato al termine della stagione, nel 2021 ha firmato con i cechi del Graffin Vlašim dove ha trascorso due stagioni in seconda divisione. Nell'agosto del 2023 è stato acquistato dallo Mladá Boleslav.

## Statistiche

### Presenze e reti nei club
Statistiche aggiornate al 26 dicembre 2024.
| Stagione              | Squadra               | Campionato            | Campionato | Campionato | Coppe nazionali | Coppe nazionali | Coppe nazionali | Coppe continentali | Coppe continentali | Coppe continentali | Altre coppe | Altre coppe | Altre coppe | Totale | Totale | Totale |
| Stagione              | Squadra               | Comp                  | Pres       | Reti       | Comp            | Pres            | Reti            | Comp               | Pres               | Reti               | Comp        | Pres        | Reti        | Pres   | Reti   |        |
| --------------------- | --------------------- | --------------------- | ---------- | ---------- | --------------- | --------------- | --------------- | ------------------ | ------------------ | ------------------ | ----------- | ----------- | ----------- | ------ | ------ | ------ |
| 2018-2019             | Remo Stars            | PL                    | 11         | 0          | CN              | 0               | 0               | -                  | -                  | -                  | -           | -           | -           | 11     | 0      |        |
| 2020-2021             | Leça                  | CdP                   | 6          | 0          | CP              | 0               | 0               | -                  | -                  | -                  | -           | -           | -           | 6      | 0      |        |
| 2021-2022             | Graffin Vlašim        | FNL                   | 14         | 1          | CRC             | 0               | 0               | -                  | -                  | -                  | -           | -           | -           | 14     | 1      |        |
| 2022-2023             | Graffin Vlašim        | FNL                   | 23         | 4          | CRC             | 2               | 2               | -                  | -                  | -                  | -           | -           | -           | 25     | 6      |        |
| lug.-ago. 2023        | Graffin Vlašim        | FNL                   | 3          | 1          | CRC             | 0               | 0               | -                  | -                  | -                  | -           | -           | -           | 3      | 1      |        |
| Totale Graffin Vlasim | Totale Graffin Vlasim | Totale Graffin Vlasim | 40         | 6          |                 | 2               | 2               |                    | -                  | -                  |             | -           | -           | 42     | 8      |        |
| 2023-2024             | Mladá Boleslav B      | CFL                   | 2          | 0          | -               | -               | -               | -                  | -                  | -                  | -           | -           | -           | 2      | 0      |        |
| 2023-2024             | Mladá Boleslav        | 1L                    | 27         | 2          | CRC             | 3               | 0               | -                  | -                  | -                  | -           | -           | -           | 30     | 2      |        |
| 2024-2025             | Mladá Boleslav        | 1L                    | 7          | 1          | CRC             | 0               | 0               | UECL               | 5                  | 0                  | -           | -           | -           | 12     | 1      |        |
| Totale Mladá Boleslav | Totale Mladá Boleslav | Totale Mladá Boleslav | 34         | 3          |                 | 3               | 0               |                    | 5                  | 0                  |             | -           | -           | 41     | 3      |        |
| Totale carriera       | Totale carriera       | Totale carriera       | 93         | 9          |                 | 5               | 2               |                    | 5                  | 0                  |             | -           | -           | 103    | 11     |        |